# Пристан у Земуну
Пристан у Земуну је новоизграђени део Земунског кеја уз десну обалу Дунава, и међународно пристаниште, намењен за пристајање речних пловила (бродова; чамаца). Пристан који је паралелан са Земунским кејом (за разлику од гата који је окомит и уређен за пристајање са обе стране), је на челичним понтонима, привезаним за гвоздене шипове  и спојен  са обалом помоћу прилазног моста. На пристану на који ће пристајати путнички бродови; налази се објекат – канцеларија контејнерског типа за управу царине и полиције.

## Историја
Пристан у Земуну као међународно пристаниште  за путничке бродове на Дунаву у Земуну, изграђен је захваљујући јединственој политици Владе Републике Србије, Града Београда и градских општина.
Све је почело када је Влада Републике Србије   2014. године  донела Уредбу о утврђивању лучког подручја путничког пристаништа отвореног за међународни саобраћај у Градској општини Земун, према просторним плановима и планској документацији у вези са водопривредом, а затим одређена је парцела таква лука.
Након око годину дана градње у коју је уложено 1,5 милиона евра, пристан је  свечано отворен за саобраћај 6. јуна 2020. године.
Изградњом овог пристаништа створену су услове да се сви они крузери и друга бродови који су деценијама пролазили поред  Земуна усидре, и угосте туристе у бројним туристичким објектима Земуна, и упозају са богатим културноисторијским наслеђем.

## Значај
Отварање међународне пристаништа у Земуну, која је седма по реду у Републици Србији, огледа се у следећем:
- дат је нови подстицај развоју наутичког туризма у Србији,
- употпуњена је туристичку понуда Града Београда (с обзиром на то да је Савско пристаниште у Београду због повећане тражње постало мало, пошто је 2019. године  у „Луку Београд” пристало 750 крузера),[1]
- повећан капацитет пристаништа на подручју Београда,
- створени бољи услови за поштовање еколошких стандарда на Дунаву.
- због увећања потенцијала реке Дунав на који се наслањају два глава туристичка града Београд и Нови Сад који генеришу 62% долазака страних туриста.[3]

## Грађевинско-техничке карактеристике
Изградњи међународног путничког пристаништа у Земуну претходило је испитивање акваторије како би се утврдило да ли на том простору има неексплодираних убојитих средстава, и њихово уклањање. Ово изузетно важно испитивање по питању безбедности било је веома захтевно и трајало је више од три месеца. 
Локација на којој је изграђено пристаниште за међународне путничке бродове дужине је до 130 метара, а налази се у близини Старе капетаније, преко пута култног ресторана Шаран, на месту где се некада налазио мол.
Састоји се од моста дужине 54,5 метара који повезује копно и четири понтона са 21 шипом, тако да могу да се крећу у складу са водостајем.
Пројектом није предвиђено снабдевање бродова погонским горивом.
На овом пристану крузери ће моћи да пристају и на најнижем водостају измереном на Дунаву у Земуну у последњих сто година.